# 50 карбованців «500-річчя Російської держави (Ісаакіївський собор)»
500-річчя Російської держави (Ісаакіївський собор) (рос. 500-летие Российского государства (Исаакиевский собор)) — золота ювілейна монета СРСР вартістю 50 карбованців, випущена 3 вересня 1991 року. 

## Тематика
Ісаакіївський собор (офіційна назва — собор преподобного Ісаакія Далматського) — найбільший православний храм Санкт-Петербурга. Має статус музею; зареєстрована в червні 1991 року церковна община має можливість здійснювати богослужіння по особливих днях з дозволу дирекції музею. На думку фахівців, в 2000-х роках «з механічної точки зору стан собору аварійний».
Названий на честь Ісаакія Далматського, шанованого Петром I святого, оскільки імператор народився в день пам'яті святого (30 травня за ст. ст.). Побудований в 1818–1858 рр. за проектом архітектора Огюста Монферрана. Будівництвом особисто займався імператор Микола I. Відкриття відбулося тільки 30 травня (11 червня) 1858 року, собор був освячений як кафедральний.
Творіння Монферрана — четвертий за ліком храм на честь Ісаакія Далматського, побудований в Санкт-Петербурзі.
Висота — 101,5 м, внутрішня площа — понад 4 000 м².

## Історія
Починаючи з 1988 року, в СРСР проводилося карбування ювілейних і пам'ятних золотих монет номіналом 50 карбованців, присвячених різним подіям. Ці монети в обіг не надходили і йшли в основному на експорт. Ювілейні та пам'ятні монети приймалися в будь-якому магазині за номінальною вартістю.
У 1989—1991 роках було випущено серію монет «500-річчя Російської держави» з якістю пруф — 6 срібних монет номіналом у 3 карбованці, 3 паладієвих монет номіналом 25 карбованців, 3 монети номіналом 50 карбованців і 3 монети номіналом 100 карбованців у золоті, а також 3 монети номіналом 150 карбованців у платині. Монети було присвячено історичним подіям, регаліям, пам'ятникам, культурним і політичним діячам, тісно пов'язаних з історією Росії.

Монети карбувалися на Московському монетному дворі (ММД).

## Опис та характеристики монети
| Номінал крб. | Метал  | Проба | Маса (гр) | Діаметр (мм) | Товщина (мм) | Гурт                    | Тираж штук    |
| ------------ | ------ | ----- | --------- | ------------ | ------------ | ----------------------- | ------------- |
| 50           | золото | 900   | 8.75      | 22,6         | 1.7          | рубчастий (200 рифлень) | 25,000 (пруф) |

### Аверс
Зверху герб СРСР з 15 витками стрічки, під ним літери «СССР», нижче ліворуч і праворуч риса, під рискою зліва хімічне позначення «Au» і проба «900» металу з якого зроблена монета, під ними чиста вага дорогоцінного металу «7,78», під рискою праворуч монограма монетного двору «ММД», нижче позначення номіналу монети цифра «50» і нижче слово «РУБЛЕЙ», знизу у канта рік випуску монети «1991».

### Реверс
Ліворуч, зверху і праворуч уздовж канта монети слова «500-ЛЕТИЕ ЕДИНОГО РУССКОГО ГОСУДАРСТВА», в середині Ісаакіївський собор у Санкт-Петербурзі, під ним рік побудови собору «1858 г.», знизу уздовж канта слова «ИСААКИЕВСКИЙ СОБОР».

### Гурт
Рубчастий (200 рифлень).

## Автори
- Художник: А. А. Колодкін
- Скульптор: В. М. Нікіщенко